# 5422 Hodgkin
5422 Hodgkin è un asteroide della fascia principale. Scoperto nel 1982, presenta un'orbita caratterizzata da un semiasse maggiore pari a 2,9725156 UA e da un'eccentricità di 0,2378257, inclinata di 6,61271° rispetto all'eclittica.